# Stijena (samhälle i Montenegro, lat 42,52, long 19,26)
Stijena är ett samhälle i Montenegro. Det ligger i den centrala delen av landet, 9 km norr om huvudstaden Podgorica. Stijena ligger 489 meter över havet och antalet invånare är 540.
Terrängen runt Stijena är varierad. Runt Stijena är det ganska glesbefolkat, med 48 invånare per kvadratkilometer. Närmaste större samhälle är Podgorica, 8,7 km söder om Stijena. Omgivningarna runt Stijena är en mosaik av jordbruksmark och naturlig växtlighet.